# Pahar Sirgira
Pahar Sirgira fou un antic estat tributari protegit sota un cap gond, part del districte de Sambalpur a les Províncies Centrals a uns 25 km a l'oest de Sambalpur. La superfície era de 52 km² i tenia deu pobles amb una població el 1881 de 1.962 habitants. Els caps de Pahar Sirgira, Bhedan i Patholanda deriven el seu origen tots tres d'una família que va venir de Mandla vers el segle XIII. La capital de l'estat era Pahar Sirgira a 21° 27′ N, 83° 48′ E / 21.450°N,83.800°E. Part de l'estat era en una plana que anava fins a les muntanyes Bara Pahar. El cap Danardhan Singh es va unir a la rebel·lió índia el 1858 i fou declarat fora de la llei, però després es va acollir a una amnistia i fou restaurat en el seu estat; va morir el 1870 i fou succeït pel seu fill Baijnath Singh. Pagava un tribut de 14 lliures per any.